# La Digne-d'Aval

La Digne-d'Aval este o comună în departamentul Aude din sudul Franței. În 1 ianuarie 2022 avea o populație de 526 de locuitori.